# ويليام كارلتون وودز
ويليام كارلتون وودز هو فلاح وسياسي كندي، ولد في 24 فبراير 1891 في كندا، وتوفي في 1965. انتخب عضو المجلس التشريعي من ساسكاتشوان.